# Triesenberg
Triesenberg – gmina (Politische Gemeinde) w Liechtensteinie, w regionie Oberland. Pod względem powierzchni jest największą oraz najwyżej położoną gminą w państwie. Do gminy należy jedna eksklawa.

## Geografia
Triesenberg graniczy z gminą Vaduz na północnym zachodzie, a także z jej eksklawą Hahnenspiel. Również na północnym zachodzie graniczy z gminą Schaan, a także z jej eksklawami Guschg i Gritsch. Na południu graniczy z gminą Triesen. Triesenberg posiada również granice z eksklawami gminy Balzers – Guschgfiel i Gapfahl oraz z eksklawą gminy Planken – Planker Garselii.
Gmina posiada jedną eksklawę z resorem narciarskim Malbun oraz łąkami górskimi (alpami) Turna i Sareis. Eksklawa ta graniczy z Austrią.
W skład gminy poza samym Triesenbergiem wchodzą również wsie:
- Gaflei – znajduje się na północ od Triesenberga. Znajduje się w nim między innymi trasa narciarstwa biegowego Fürstensteig. W Gaflei znajduje się geometryczny środek Liechtensteinu
- Jonaboden
- Masescha – znajduje się na północ od Triesenberga i na południe od Gaflei
- Malbun – jedyny w kraju resort narciarski znajdujący się na południowy wschód od Triesenberga. Znajduje się na wysokości 1600 m n.p.m. w Alpach, i niecałe dwa kilometry od granicy z Austrią. Na obszarze Malbun znajdują się cztery wyciągi narciarskie
- Rotenboden – znajduje się na północ od Triesenberga, przy granicy z Vaduz
- Silum – znajduje się na wschód od Maseschy
- Steg – znajduje się wzdłuż drogi łączącej Triesenberg z Malbun. Znajduje się w nim wyciąg narciarski, ale wieś jest bardziej znana z 19 km sieci tras do biegów narciarskich. We wsi znajdują się również trzy sztuczne zbiorniki wodne utworzone na rzece Saminie – Gänglesee, Stausee Steg oraz trzeci zbiornik używany przez straż pożarną. Dawnej w Stegu istniała również jedyna w państwie skocznia narciarska
- Steinort/Lavadina
- Sücka – maleńka osada pomiędzy Triesenbergiem i Stegiem. Znajduje się pod nią tunel łączący Triesenberg ze Stegiem i Malbun
- Wangerberg – znajduje się na południe od Triesenberga, przy granicy z Triesen

Triesenberg jest najwyżej położoną gminą Liechtensteinu. Znajduje się na wysokości od 800 do nawet 1600 m n.p.m. (Malbun). Jest również największą pod względem powierzchni gminą kraju. Zajmuje powierzchnię 29,8 km², jednak większość tej powierzchni stanowią obszary niezamieszkane – lasy, zbocza i skaliste szczyty gór, doliny, wąwozy i górskie polany. Gminę zamieszkują 2632 osoby.

## Historia
Pierwsza wzmianka o Triesenbergu pochodzi z roku 1355. Z roku 1465 pochodzi pierwsza wzmianka o Kapelle Masescha.
Triesenberg założyli prawdopodobnie Walserowie – jedno z alemańskich plemion, którzy przybyli tutaj w XIII wieku z kantonu Valais w Szwajcarii. Do tej pory mieszkańcy gminy posługują się charakterystycznym dialektem walserskim.
Początkowo mieszkańcy Triesenbergu byli zwolnieni z danin, co zmieniło się w roku 1513. Natomiast w roku 1618 Walserowie uzyskali równy status z pozostałymi obywatelami kraju. Na przełomie lat 1767/1768 powstała w Triesenbergu pierwsza parafia.

## Herb i flaga
Herb Triesenbergu od 20 maja 1955 stanowi tarcza z potrójną złotą górą u dołu i ze złotym dzwonem, przypominającym dzwon św. Teodula, nad nią. Flaga gminy ma barwy niebiesko-złote.

## Zabytki

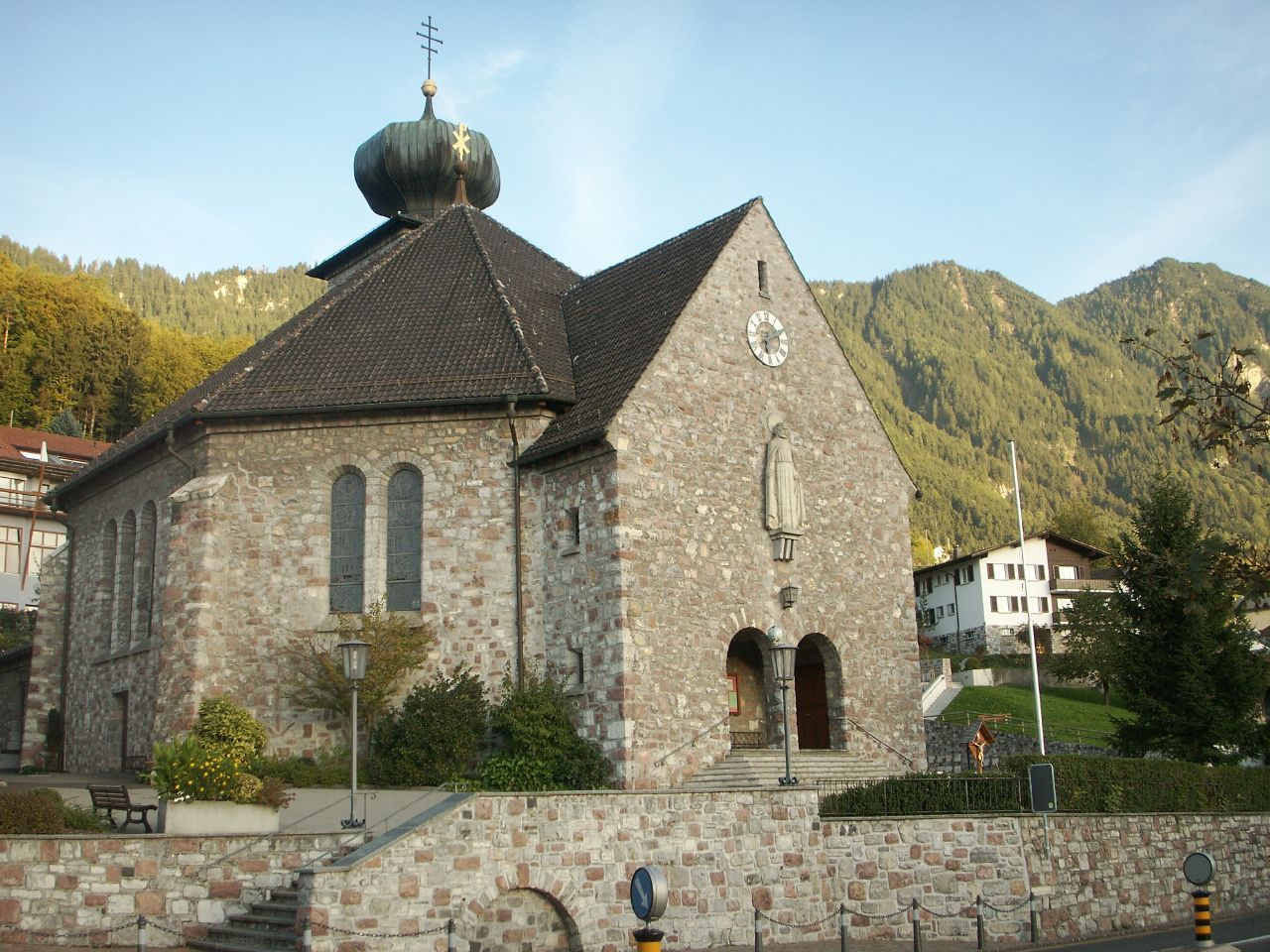
kościół św. Józefa (St. Josef), kościół parafialny wybudowany w 1940 r.
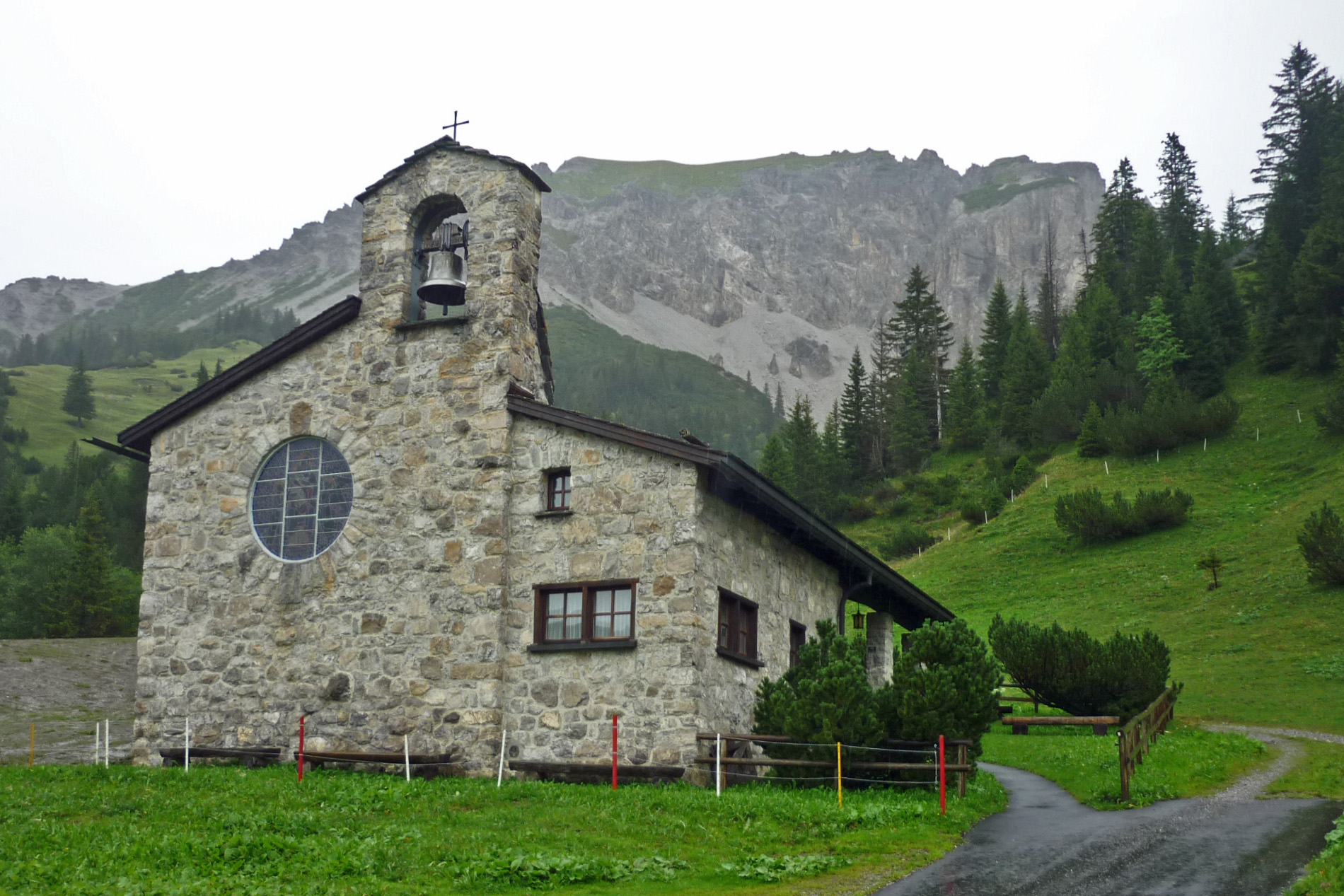
Kaplica Pokoju w Malbun (Friedenskapelle), kaplica górska, w której od 1951 roku odbywają się nabożeństwa alpejskie
- kaplica w Stegu, kaplica górska, istniejąca w obecnej formie od 1907 r.
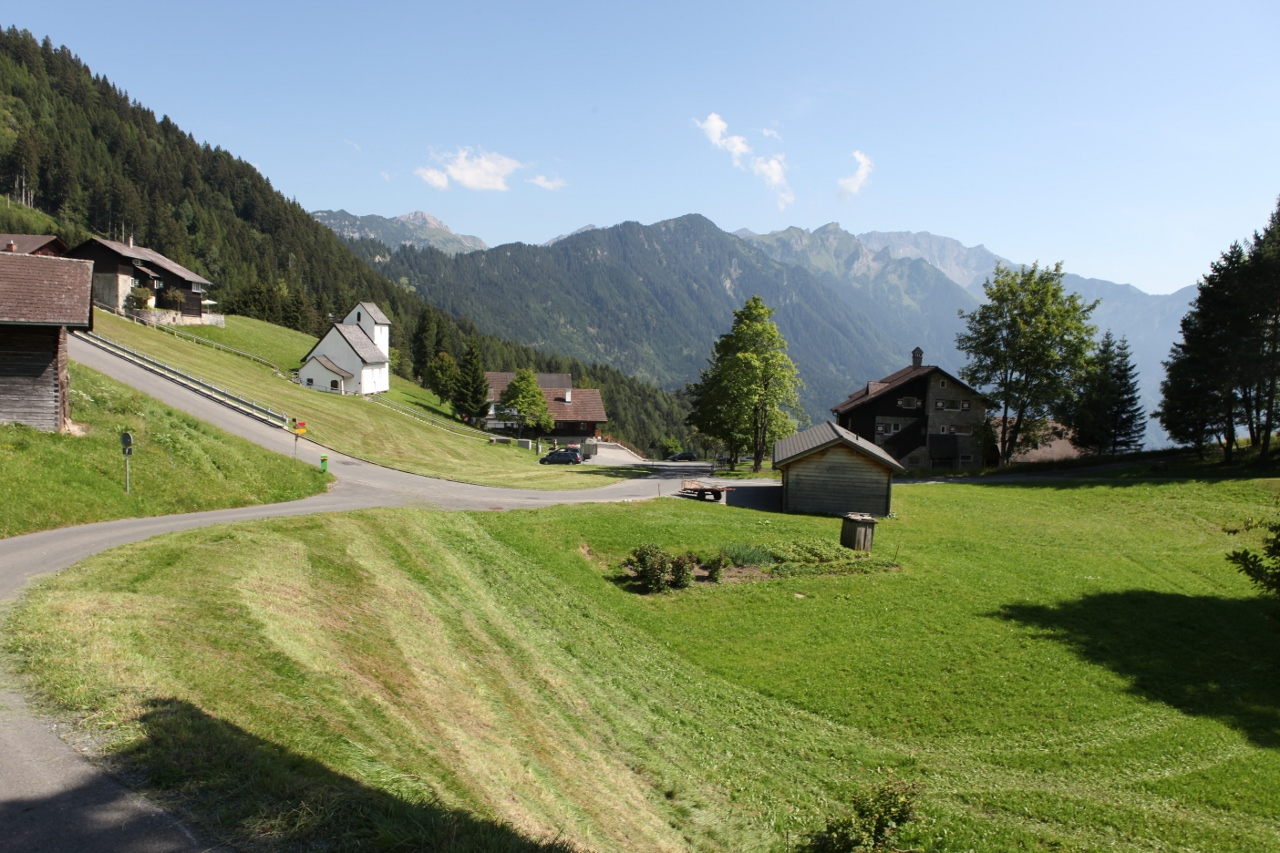
kaplica w Masescha, najstarszy ośrodek kultu chrześcijańskiego na tym obszarze, wspomniana po raz pierwszy w 1465 roku.
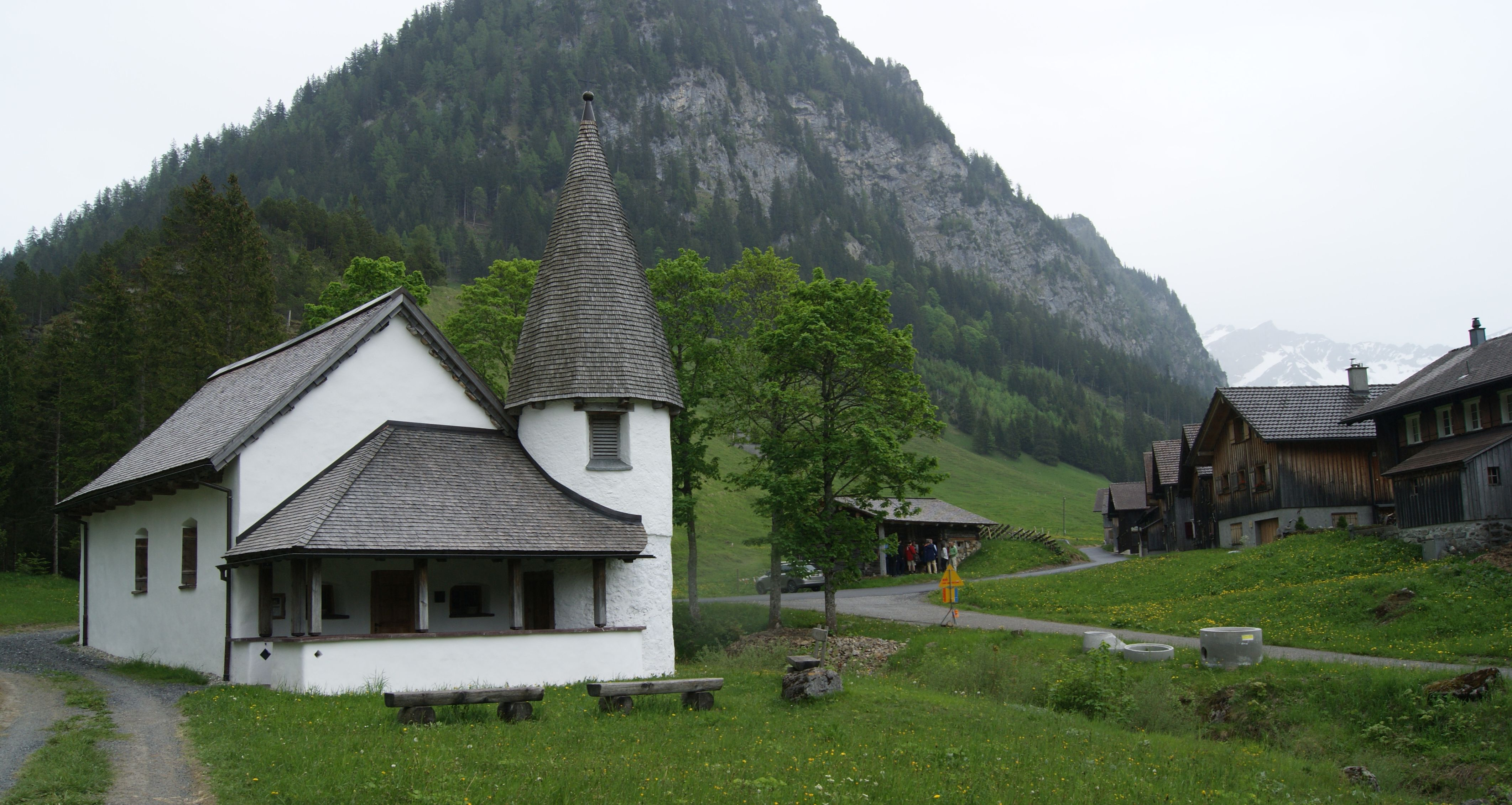
Kaplica w Stegu

- Walsermuseum Triesenberg (Muzeum Walserów), muzeum, w którym zobaczyć można szeroką gamę zabytków związanych z kulturą Walserów zamieszkujących Triesenberg, takich jak narzędzia rolnicze, stroje, drewniane rzeźby i wiele innych. Ponadto muzeum przybliża historię Triesenbergu
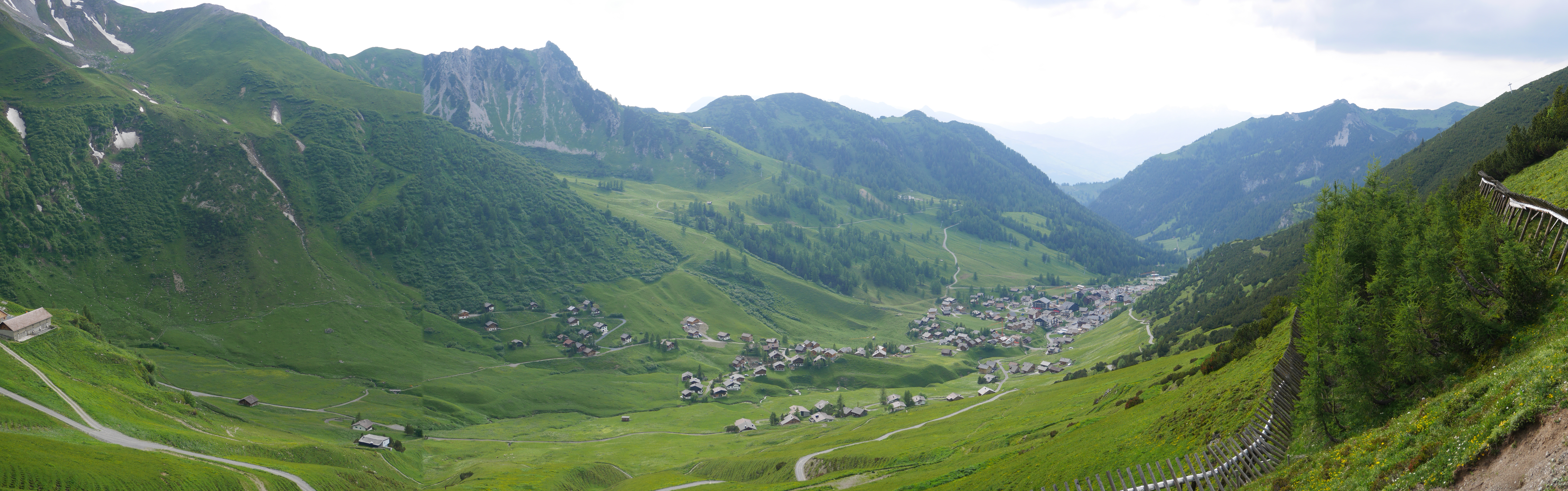
Kompleks narciarski w Malbun, kompleks położony w malowniczej górskiej dolinie oferuje kilka stoków narciarskich
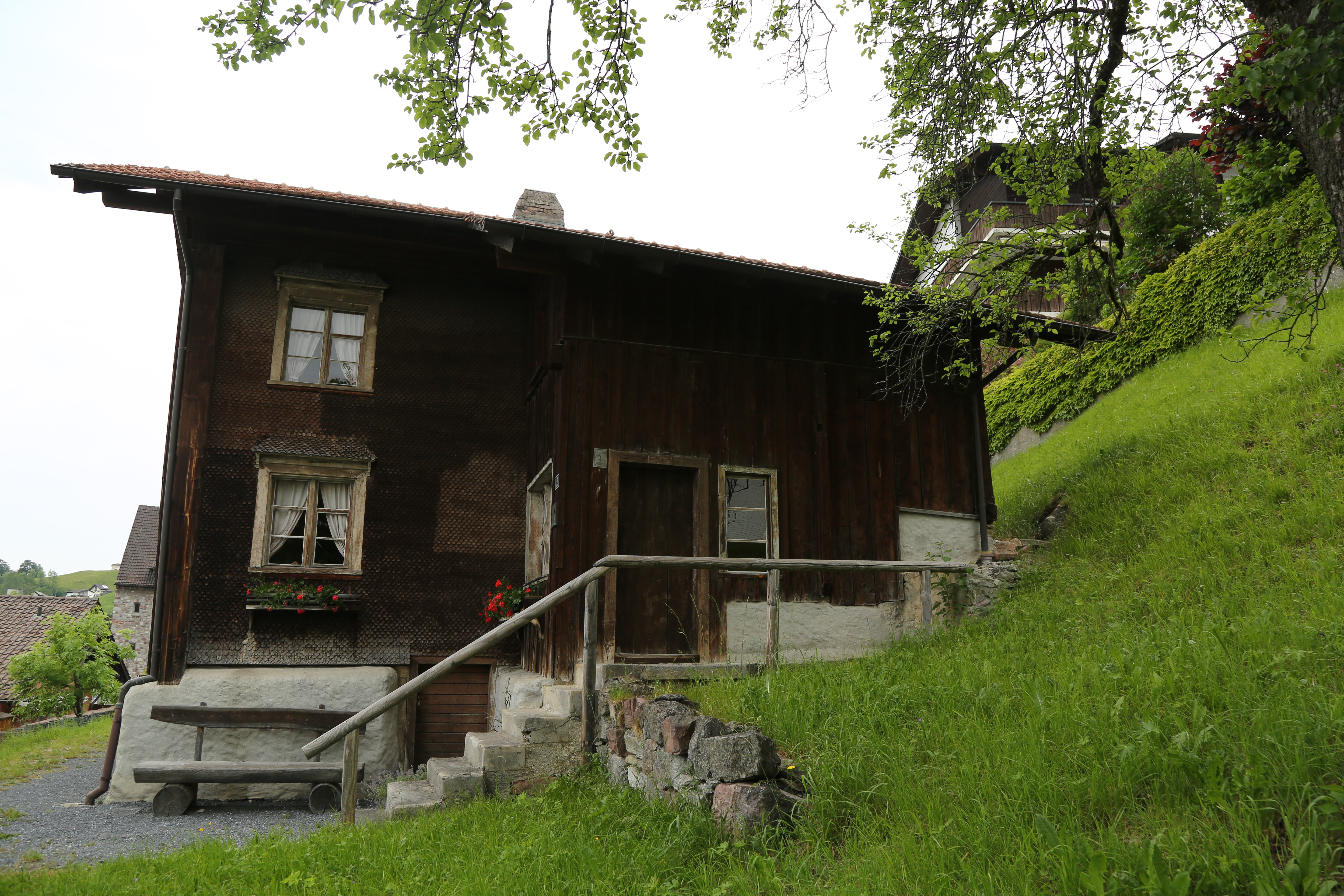
Tradycyjny dom w Triesenebegu
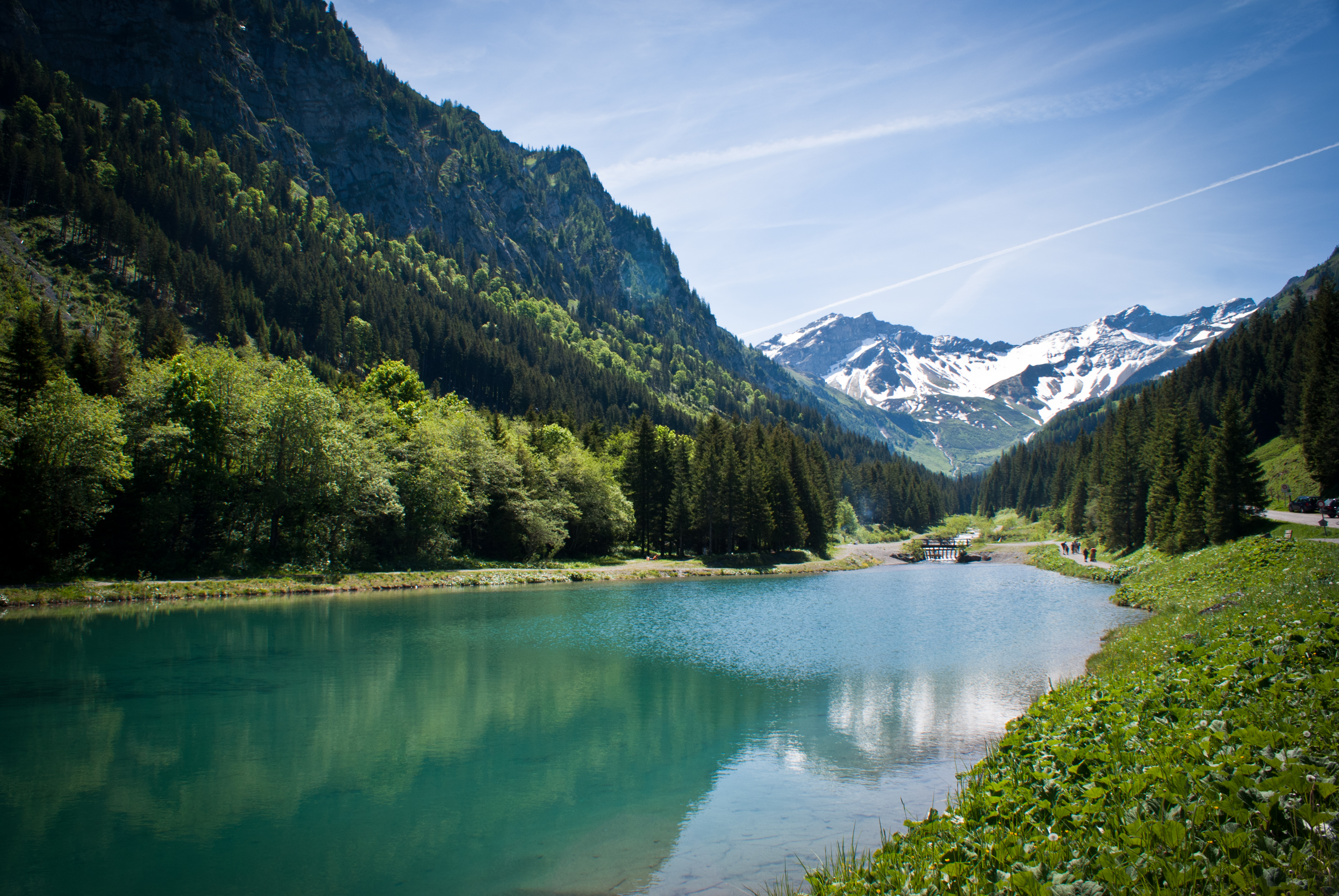
Zbiornik Gänglesee w Stegu

## Osoby

### urodzone w Triesenbergu
- Gustav Schädler, polityk, pełniący funkcję premiera Liechtensteinu w latach 1922–1928
- Marco Schädler, kompozytor, studiował muzykę na uniwersytecie w Feldkirch, w Austrii